# Ajuntament de Guissona
L'Ajuntament de Guissona és una obra del municipi de Guissona (Segarra) protegida com a bé cultural d'interès local. Es tracta d'una obra de l'arquitecte noucentista Ignasi de Villalonga i Casañés, iniciat segons projecte de 1922 per acollir la casa de la vila i les escoles.

## Descripció
Es tracta d'un edifici de dues plates amb murs de pedra arrebossats. La planta baixa té un sòcol de pedra, que s'allarga fins a un pati.
A la façana principal una portada rectangular emmarcada per dues pilastres, que sustenten una llinda amb un medalló rectangular amb la data "1925". Apareixen dues finestres rectangulars amb motllura de pedra llisa. Al primer pis un balcó corregut que ocupa la totalitat de la façana, amb tres obertures rectangulars amb motllura i guardapols. Unes grans lletres pintades a la façana ens indiquen que aquesta és la "CASA DE LA VILA"
Una línia d'imposta divideix la resta de la façana, coronada per un frontó ovalat, al centre del qual hi ha l'escut de la vila de Guissona. Al damunt del frontó, hi ha elements decoratius en forma de pinyes. Tota la façana està arrebossada i pintada amb un color rosat.